# Grands corps techniques de l'État
 (août 2025).
Motif : Insuffisance en matière de sources secondaires requises. Cf WP:CAA 
- Archive Wikiwix
- Bing
- Cairn
- DuckDuckGo
- E. Universalis
- Gallica
- Google
- G. Books
- G. News
- G. Scholar
- Persée
- Qwant
- (zh) Baidu
- (ru) Yandex

| 1. | Préciser le motif de la pose du bandeau. | Précisez le motif de la pose du bandeau en utilisant la syntaxe suivante : {{admissibilité à vérifier\|date=août 2025\|motif=remplacez ce texte par le motif}}                                         |
| 2. | Informer les utilisateurs concernés.     | Pensez à avertir le créateur de l'article, par exemple, en insérant le code ci-dessous sur sa page de discussion : {{subst:avertissement admissibilité à vérifier\|Grands corps techniques de l'État}} |

Les grands corps techniques de l'État sont les quatre corps de la fonction publique d'État constituant l'encadrement supérieur de l'État (catégorie A+) à caractère technique et à vocation interministérielle. Ces quatre corps sont respectivement le corps des ingénieurs des mines, le corps des ingénieurs des ponts, des eaux et des forêts (IPEF), le corps des ingénieurs de la statistique, de l'économie et de la donnée (ISED), et le corps des ingénieurs de l'armement (IA). Ils sont régis ensemble par le décret n° 2025-822 du 12 août 2025. Les membres de ces corps sont chargés de missions de direction et d'encadrement, de conception et d'évaluation des politiques publiques, de contrôle et d'expertise, ainsi que de recherche et d'enseignement. Les grands corps techniques constituent, conjointement avec les grands corps administratifs (administrateurs de l'État, Cour des comptes et Conseil d'État), les "Grands corps de l'État".